# Olimpiada „Losy żołnierza i dzieje oręża polskiego”
Ogólnopolska Olimpiada Przedmiotowa im. mjr. Marka Gajewskiego „Losy żołnierza i dzieje oręża polskiego” – przedmiotowa olimpiada szkolna sprawdzająca wiedzę o historii oręża polskiego oraz roli i miejscu Sił Zbrojnych Rzeczypospolitej Polskiej w życiu narodu i państwa polskiego, a także obejmująca wymagania określone w podstawie programowej dla III i IV etapu edukacyjnego. 
Adresowana jest do uczniów szkół ponadgimnazjalnych, ze szczególnym uwzględnieniem uczniów zainteresowanych szeroko rozumianą historią wojskowości. Organizatorami olimpiady jest Muzeum Józefa Piłsudskiego w Sulejówku, Uniwersytet Kardynała Stefana Wyszyńskiego w Warszawie oraz Centralna Biblioteka Wojskowa im. Marszałka Józefa Piłsudskiego. Funkcjonuje w oparciu o rozporządzenie Ministra Edukacji Narodowej i Sportu z dnia 29 stycznia 2002 r. w sprawie organizacji oraz sposobu przeprowadzania konkursów, turniejów i olimpiad.

## Historia
W 1994 w województwie płockim zorganizowano szkolny konkurs wiedzy o Armii Krajowej „Historyczna prawda o wydarzeniach 1944 roku”. Ze względu na bardzo pozytywny odbiór uczniów, nauczycieli i środowisk kombatanckich oraz przypadającą 50. rocznicę zakończenia II wojny światowej, w 1995 płocka kuratorka oświaty Anna Misiak oraz podchorąży Armii Krajowej Marek Gajewski wyszli z inicjatywą przeprowadzenia podobnego konkursu w formule ogólnopolskiej. Uzyskała ona poparcie dyrektora Departamentu Społeczno-Wychowawczego Ministerstwa Obrony Narodowej, gen. Kazimierza Madeja oraz bezpośrednio ministra Jerzego Milewskiego. W ocenie MON uznano, że konkurs taki posiada potencjał poznawczy i wychowawczy, a także daje możliwość bezpośredniego kontaktu uczestników konkursu z kombatantami. Ministerstwo Edukacji Narodowej początkowo pozostawało sceptyczne wobec pomysłu ze względu na możliwość dublowania tematyki olimpiady historycznej. Ostatecznie jednak w maju 1995 ministrowie edukacji narodowej, obrony narodowej oraz kierownik Urzędu do Spraw Kombatantów i Osób Represjonowanych objęli konkurs patronatem. Na czele Komitetu Organizacyjnego stanął Marek Gajewski. W organizację zaangażowane były na przestrzeni lat: Muzeum Wojska Polskiego, Dom Wojska Polskiego. W późniejszych latach za organizację konkursu stały się odpowiedzialne: Muzeum Józefa Piłsudskiego w Sulejówku, Uniwersytet Kardynała Stefana Wyszyńskiego w Warszawie oraz Centralna Biblioteka Wojskowa im. Marszałka Józefa Piłsudskiego. Organizatorzy konkursu oraz pedagodzy szczególnie zasłużeni w jego popularyzację są wyróżniani medalem „Za zasługi dla Obronności Kraju”. 
Do pierwszego konkursu „Losy żołnierza i dzieje oręża polskiego” jesienią 1995 przystąpiło 25 tys. uczniów wszystkich typów szkół z 36 województw. W 2000 wzięło udział 50 tys. uczniów z 2 tys. szkół, a w 2005 – 70 tys. uczniów z 2,5 tys. szkół. Początkowo tematyka konkursu była powiązana z przypadającą w danym roku szkolnym ważną rocznicą. Następnie przyjęto pięcioletni cykl chronologiczny obejmujący kolejne epoki. W 2002 został uznany za konkurs przedmiotowy. Od edycji 2007/2008 kategoria dla uczniów szkół średnich stała się olimpiadą przedmiotową. Co późniejszych latach do konkursu zgłaszało się ok. 3000 uczniów.
Decyzją ministra edukacji narodowej oraz kuratorów oświaty od I edycji laureaci uzyskiwali najwyższe oceny z historii, zaś uczniowie szkół podstawowych prawo wstępu do szkół średnich bez egzaminów. Od 1998 indeksy laureatom gwarantowało kilka uczelni wyższych, m.in. UMCS, UwB, KUL. W kolejnych latach kolejne uczelnie zadeklarowały, że status laureata konkursu upoważnia do podjęcia studiów. W późniejszych latach laureatom przyznano także zwolnienie z matury z historii.
Siedzibą Komitetu Głównego Olimpiady jest Muzeum Józefa Piłsudskiego w Sulejówku. W skład Komitetu Głównego Olimpiady wchodzą: prof. Janusz Odziemkowski (przewodniczący), prof. Grzegorz Nowik (przewodniczący Centralnej Komisji Egzaminacyjnej), Ewa Księżakowska (wiceprzewodnicząca), Danuta Skrońska (wiceprzewodnicząca), dr Stefan Artymowski (sekretarz naukowy) i Katarzyna Nowosad(sekretarz).

## Cele
Celem Olimpiady jest kształtowanie świadomości i postaw patriotycznych młodego pokolenia poprzez upowszechnianie wiedzy o historii oręża polskiego oraz roli i miejscu Sił Zbrojnych Rzeczypospolitej Polskiej. Olimpiada służy odkrywaniu i rozwijaniu uzdolnień uczniów, pobudza twórcze myślenie, uczy stosowania zdobytej wiedzy w praktyce, przygotowuje uczniów do studiów wyższych, a także do gotowości spełnienia obywatelskich obowiązków wobec państwa, w tym obowiązku obrony Ojczyzny.

## Przebieg i organizacja
Olimpiada prowadzona jest w modelu scentralizowanym i składa się z:
- zawodów szkolnych (część I zawodów I stopnia) w terminie do 30 października;
- zawodów międzyszkolnych (rejonowych – część II zawodów I stopnia; we wcześniejszych latach osobny etap) w terminie do końca roku kalendarzowego;
- zawodów okręgowych (II stopnia) w terminie do 15 marca;
- zawodów centralnych (III stopnia), I część – w terminie do 1 kwietnia i II część – w czerwcu[14].

W dwóch pierwszych etapach zadania konkursowe mają charakter testowy i co do zasady charakter pytań nie wykracza poza program szkolny. Wiedza wymagana podczas III i IV etapu jest znacznie szersza, według wykazu literatury sporządzanego przez organizatorów. Pytania dotyczą takich zagadnień jak: broń i barwa, biografistyka, heraldyka, falerystyka, weksylologia, literatura piękna, pieśni i poezja wojskowa i wojenna. W trwającym trzy dni IV etapie konkurencje mają charakter specjalistyczny i nietestowy, np.: pisanie komentarza do filmowych kronik wojennych; rozpoznawanie broni, sprzętu, elementów umundurowania, prace z mapami; weryfikacja podczas bezpośredniego spotkania relacji przybyłych na konkurs kombatantów (m.in. Władysława Piotrowskiego, Stanisława Skalskiego, Marii Chojeckiej-Stypułkowskiej, Stanisława Nałęcz-Komornickiego, Tadeusza Rawskiego, Zdzisława Peszkowskiego); oprowadzenie po wylosowanym fragmencie Muzeum Wojska Polskiego lub Warszawy. Od I edycji konkursu ogłoszenie jego wyników i wręczenie nagród odbywało się w różnych miejscach, m.in. w: Sali Balowej Zamku Królewskiego w Warszawie czy Pałacu w Wilanowie.